# بلدة دوفر (مقاطعة ليك)
دوفر، مقاطعة ليك (بالإنجليزية: Dover Township, Lake County, Michigan)‏ هي بلدة تقع بولاية ميشيغان في الولايات المتحدة. تبلغ مساحتها 95.8 (كم²)، وترتفع عن سطح البحر 384 م، بلغ عدد سكانها 332 نسمة في عام تعداد الولايات المتحدة 2000 حسب إحصاء مكتب تعداد الولايات المتحدة وتصل الكثافة السكانية فيها 3.5 نسمة/كم2.

## وصلات خارجية
- The US50 - Cities and Towns in Michigan State
- Michigan Cities and Towns, Facts, Map, Flag, Colleges, Government, and More